# Martinskirche (Angermünde)

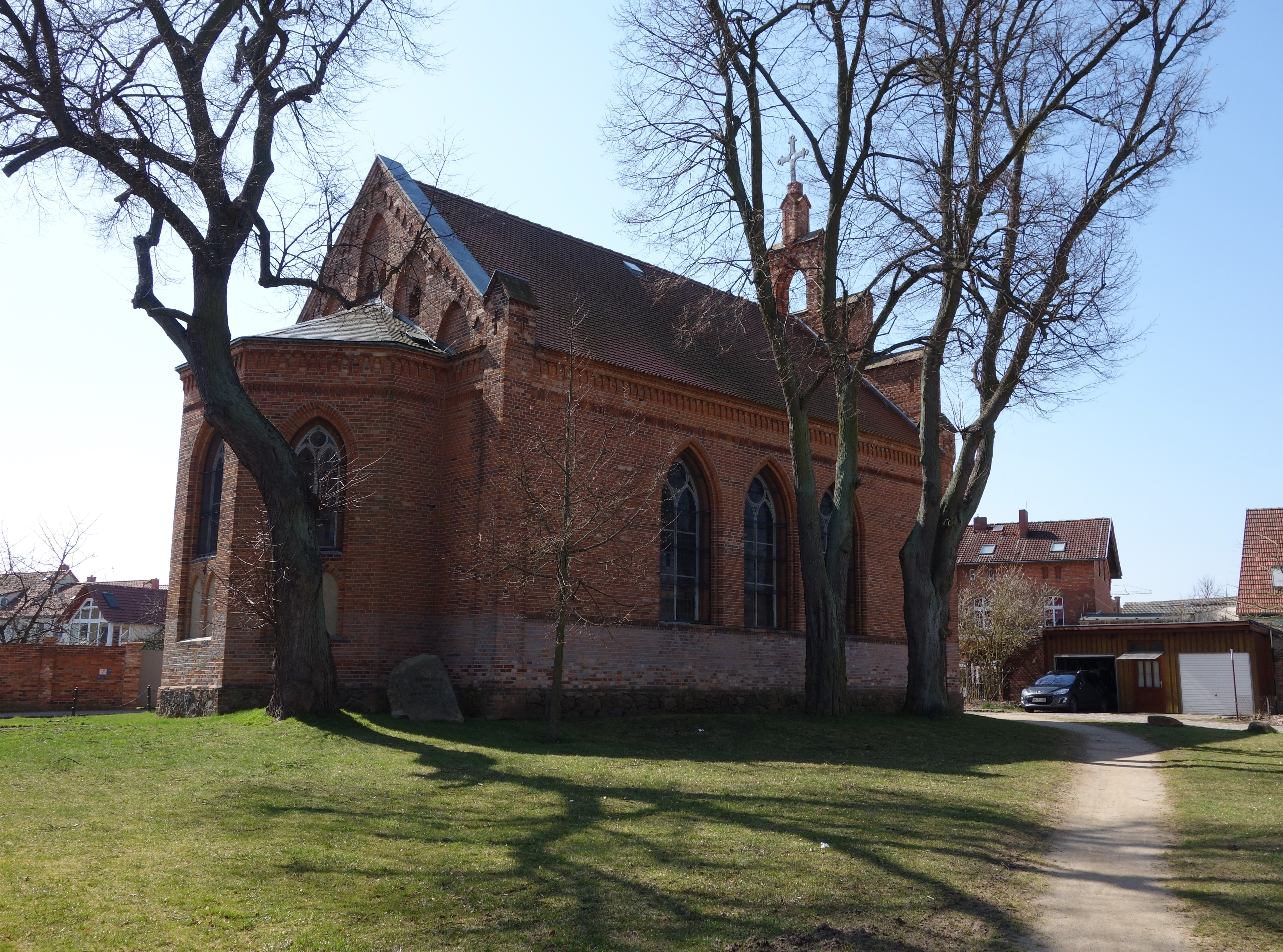
Nordostansicht der Martinskirche

Die Martinskirche in Angermünde ist ein neugotisches Kirchengebäude der Selbständigen Evangelisch-Lutherischen Kirche (Altlutheraner). Die turmlose Saalkirche mit Treppengiebel und eingezogenem polygonalem Altarraum wurde 1854 errichtet. Der Architekt ist unbekannt.

## Geschichte
Altlutherische Gemeinden entstanden aus Protest gegen die preußische Kirchenunion von 1817. In Angermünde erfolgte die Gründung 1822. 1845 erhielten die Altlutheraner den Status einer anerkannten Religionsgemeinschaft, der Bau repräsentativer Kirchen mit Turm und Glocken blieb ihnen jedoch verboten. Die Angermünder Gemeinde bekam 1848 einen eigenen Pfarrer. Die Kirche, einer der frühesten Kirchenneubauten der Altlutheraner, entsprach den gesetzlichen Beschränkungen, zeigt durch Stilelemente der märkischen Backsteingotik jedoch unverkennbar sakralen Charakter.
1912 wurde sie mit einer Orgel versehen. 1968/69 wurde der Innenraum modernisiert. Von 2000 bis 2003 fand eine Sanierung des Gebäudes statt.